# وينيفريد بن-جاسكيل
وينيفريد إثيل بن-جاسكيل (12 نوفمبر 1874 - 6 نوفمبر 1949)، هي هاوية جمع طوابع بريطانية، وكانت عام 1938 أول امرأة تُضاف إلى قائمة هواة جمع الطوابع المتميزين. كانت متخصصة في جمع الطوابع الجوية، وفي مجال جمع الطوابع خلال حرب بيرو وتشيلي. ترأست بن-جاسكيل نادي جمع الطوابع الجوية في لندن، ووُهب مجموعتها من البريد الجوي والمواد المرتبطة بهِ لمتحف العلوم في جنوب كينسينغتون.